# 오! 해피데이 (시트콤)
오! 해피데이는 KBS 2TV에서 방영한 주간시트콤이다.
한편 본 작품은 SBS 일일시트콤 《순풍산부인과》의 작가 2명(김의찬 정진영)을 영입하여 화제가 됐으나 1999년 10월 30일부터 11월 5일까지 한국방송진흥원이 발표한 선정성이 심한 프로그램 4위에 선정되는 불명예를 안았으며 1년을 넘기지 못했다.
그 외에도 이 프로그램은 박철의 상관 역으로 낙점된 이훈이 같은 채널 일요시트콤 《사관과 신사》에 이어 박철과 함께 연기하는 것을 부담스럽게 여긴 것뿐만 아니라 MBC 일일드라마 《날마다 행복해》스케줄과 맞물려 고사하는 등 캐스팅 문제 때문에 어려움을 겪어왔고 이에 KBS는 《어사출두》종영 다음 주인 1999년 10월 17일 특집 <서세원의 노란 잠수함>을 내보냈으며 이훈 자리에는 유태웅이 대타로 들어갔고 배역명도 이훈에서 이재훈으로 변경됐으며 박철의 배역명도 이강토에서 이박철로 바뀐 바 있었다.

## 제작진
- 극본 : 김의찬, 정진영
- 연출 : 박재영, 이민철

## 출연진
- 윤해영
- 박철
- 이범수
- 김민희
- 이세창
- 김지영

## 결방
- 1999년 12월 25일 - 8시 50분부터 긴급입수 특선영화 <Y2K> 편성[6]
- 2000년 1월 2일 - 신년특선영화 《브레이브 하트》 편성[7]